# Fabián Pumar
Fabián Pumar (Montevideo, 14 de fevereiro de 1976) é um ex-futebolista uruguaio que atuava como defensor.

## Carreira
Fabián Pumar integrou a Seleção Uruguaia de Futebol na Copa América de 1999.

## Títulos
Uruguai
- Copa América de 1999: 2º Lugar